# Nemyčeves
Nemyčeves település Csehországban, a Jičíni járásban. Nemyčeves Staré Místo, Vitiněves, Slatiny és Jičíněves településekkel határos. Lakosainak száma 352 fő (2024. január 1.).

## Népesség
A település lakosságának változását az alábbi diagram mutatja:
| Lakosok száma | 679  | 753  | 666  | 481  | 338  | 338  | 331  | 343  | 344  | 352  |
|               | 1869 | 1900 | 1921 | 1961 | 1980 | 2011 | 2016 | 2019 | 2021 | 2024 |